# Oost (Rwanda)
Oost (Kinyarwanda: Intara y'Iburasirazuba; Frans: Province de l'Est; Engels: Eastern Province) is de grootste, de meest bevolkte en de minst dichtbevolkte provincie van de vijf provincies van Rwanda. De provincie werd in januari 2006 opgericht als onderdeel van een decentralisatieprogramma van de overheid om de lokale overheidsstructuren van het land te  reorganiseren. De hoofdstad is Rwamagana.
Het Akagera Nationaal Park ligt in deze provincie.

## Geschiedenis
De provincie werd opgericht in 2006 bij een herindeling van de provincies en bestaat uit de voormalige provincies Kibungo, Umutara en gedeelten van Kigali-Ngali en Byumba.
Van oudsher was het oosten van Rwanda de minst dichtbevolkte regio van het land. Dit komt onder andere omdat het gebied droger en warmer dan de rest van Rwanda is, en een groot deel van de regio onder het Akagera Nationaal Park viel. 
De afgelopen decennia is de bevolking van de provincie echter snel gegroeid door binnenlandse migratie vanuit andere delen van Rwanda, waar eerder ruimtegebrek optrad. Daarnaast keerden na het einde van de Rwandese burgeroorlog en de Rwandese Genocide grote groepen Tutsi-vluchtelingen uit Oeganda terug naar Rwanda. Velen hiervan vestigden zich in het oosten van het land, waar nog relatief veel ruimte was. Dit leidde tot een verkleining van het Akagerapark, om zo meer ruimte te creëren voor huisvesting.

## Districten
| District  | Bevolking in 2022 | Bevolking in 2012 | Bevolking in 2002 | Bevolkingstoename 2002-2022 (in %) | Bevolkingsdichtheid in 2022 (per km²) |
| --------- | ----------------- | ----------------- | ----------------- | ---------------------------------- | ------------------------------------- |
| Nyagatare | 653.861           | 466.944           | 255.104           | 156,3                              | 375,6                                 |
| Gatsibo   | 551.164           | 433.997           | 283.456           | 94,4                               | 348,3                                 |
| Bugesera  | 551.103           | 363.339           | 266.775           | 106,6                              | 427,9                                 |
| Rwamagana | 484.953           | 310.238           | 220.502           | 119,9                              | 711,1                                 |
| Kirehe    | 460.860           | 338.562           | 229.468           | 100,8                              | 386,6                                 |
| Kayonza   | 457.156           | 346.751           | 209.723           | 118,0                              | 236,0                                 |
| Ngoma     | 404.048           | 340.983           | 235.109           | 71,9                               | 469,3                                 |
| Totaal    | 3.563.145         | 2.660.814         | 1.700.137         | 109,6                              | 363,1                                 |

## Grenzen
De Oostelijke provincie grenst met drie van Rwanda's buurlanden:
- Twee regio's van Oeganda:
  - Northern in het noorden.
  - Central in het noordoosten.

- De regio Kagera van Tanzania in het oosten.

- Twee provincies van Burundi:
  - Kirundo in het zuidwesten.
  - Muyinga in het centraalzuiden.

De provincie grenst intern met drie andere provincies:
- Noord in het noordwesten.
- Kigali in het centraalwesten.
- Zuid in het zuidwesten.

Oost · Kigali · Noord · Zuid · West
1. ↑  KEY FIGURES: 5th Rwanda Population and Housing Census (PHC) | National Institute of Statistics Rwanda. www.statistics.gov.rw. Geraadpleegd op 28 februari 2023.
2. ↑  Fourth Population and Housing Census - 2012 | National Institute of Statistics Rwanda. www.statistics.gov.rw. Geraadpleegd op 28 februari 2023.
3. ↑  Third Population and Housing Census - 2002 | National Institute of Statistics Rwanda. www.statistics.gov.rw. Geraadpleegd op 28 februari 2023.